# Le Testament de la catin
Série
La Catin 2 : La Châtelaine
(2012)
Pour plus de détails, voir Fiche technique et Distribution.
Le Testament de la catin (Das Vermächtnis der Wanderhure) est un téléfilm allemand, réalisé par Thomas Nennstiel, diffusé en 2013.
En France, il a été diffusé le 17 octobre 2013 sur M6.

## Synopsis
Depuis leur retour de Bohême, Marie et Michel nagent dans le bonheur. Marie rayonne à la cour et attend un second enfant. Mais la veuve von Hettenheim, maîtresse du roi Sigismon, intrigue dans l'ombre pour venger la mort de son mari. Elle pactise avec les ennemis du souverain, les Tartares, afin de faire enlever Marie, de lui voler son bébé et de la faire enfermer à tout jamais dans un harem...

## Fiche technique
- Titre allemand : Das Vermächtnis der Wanderhure
- Réalisation : Thomas Nennstiel
- Scénario : Caroline Hecht
- Photographie : Rainer Lauter
- Musique : Stephan Massimo
- Durée : 155 minutes

## Distribution
- Alexandra Neldel (V. F. : Adeline Moreau) : Marie Adler
- Michel Steinhocher : Andrej
- Götz Otto (V. F. : David Kruger) : König Sigismund von Luxemburg
- Talessa Allegra Scheithauer : Trudi
- Bert Tischendorf (V. F. : Damien Ferrette) : Michel Adler
- Julie Engelbrecht (V. F. : Cindy Lemineur) : Hulda
- Gennadi Vengerov : Terbent Khan
- Nadja Becker (V. F. : Natacha Muller) : Hiltrud
- Florence Kasumba (V. F. : Marjorie Frantz) : Alika
- Michael Fuith : Bernhard von der Aue
- August Schmolzer (V. F. : Patrick Bethune) : Wolfram von der Aue
- Ill-Young Kim : Marat

Source et légende : Version française (V. F.) sur RS Doublage

## Autour du téléfilm
Suite des téléfilms La Catin (Die Wanderhure), diffusé en 2010 et La Châtelaine (Die Rache der Wanderhure), diffusé en 2012.